# Lachenalia barkeriana
Lachenalia barkeriana là một loài thực vật có hoa trong họ Măng tây. Loài này được U.Müll.-Doblies, B.Nord. & D.Müll.-Doblies mô tả khoa học đầu tiên năm 1987.